# نورمان إيفانز (لاعب كرة قدم أمريكية)
نورمان إيفانز (بالإنجليزية: Norm Evans)‏ هو لاعب كرة قدم أمريكية أمريكي، ولد في 28 سبتمبر 1942 في سانتا فيه في الولايات المتحدة.

## وصلات خارجية
- نورمان إيفانز على موقع مرجع كرة القدم المحترفة.كوم (الإنجليزية)